# Jiří Orság (informatik)
Jiří Orság je český informatik a IT odborník, označovaný za jednoho z otců českého internetu. V letech 1992 až 1993 byl správcem domény .cs a poté do roku 1998 správcem domény .cz.

## Správce domén
Byl společně s Pavlem Rosendorfem, Janem Gruntorádem a Milanem Štěrbou průkopníkem používání internetu v Česku. Správcem národní domény Československa se stal v roce 1992. Později řešil problémy vzniklé v důsledku rozdělení Československa, rozdělení adresního prostoru LRR, migraci a zrušení domény .cs; a ujal se správy nové domény .cz. V této době způsobil kontroverzi v souvislosti s doménou radegast.cz, kdy po neshodě s firmou Nomura, která byla majitelem pivovaru Radegast, doménu předelegoval, aniž by dal někomu vědět. Správu domén a registrace nových domén původně prováděl manuálně, tedy ručním zápisem registrované domény do příslušného souboru. Na podzim 1997 spolu s uvolněním pravidel pro registrování vytvořil registrační automat, který automaticky upravuje lokální databázi domén. Původně působil na půdě VŠCHT (ors@vscht.cs), později prostřednictvím společnosti EUnet (ors@eunet.cz). V roce 1998 byla založena organizace CZ.NIC, na kterou byla správa domény přenesena. V této organizaci Orság nadále působil, a to do roku 2004.